# Aage Hastrup
Aage Hastrup, född 22 november 1919 i Frederikssund, död 16 november 1993, var en dansk journalist och politiker för Det Konservative Folkeparti. Han var bostadsminister och minister för löner och pensioner i Hilmar Baunsgaards borgerliga regering 1968-1971.

## Bakgrund
Aage Hastrup var son till ingenjören och direktören Poul Hastrup (1890-1932) och Alma Lange (1888-1984). Efter att han tog realexamen 1937 utbildades han till journalist på Frederiksborg Amtstidende, Kjerteminde Avis och Faaborg Avis (1938-1942). Därefter engagerade han sig politiskt som distriktssekreterare (1942-1943) och studiesekreterare (1943-1945) i Konservativ Ungdoms (KU) landsorganisation. Det var på Hastrups initiativ som partiets bildningsförbund, Folkeligt Oplysningsforbund (FOF), bildades 1947 och han satt i dess verkställande utskott till 1953. Därefter blev han partisekreterare för Det Konservative Folkeparti (1945-1947), redaktör av tidskriften Vor Tid (1945-1950) och sekreterare i den konservativa riksdagsgruppen (1947-1950). Han var därefter anställd som journalist på Berlingske Aftenavis (1950-1956) och sedan som redaktör för den samma (1956-1958). Han återvände sedan till det politiska området som chef för partiets information- och presstjänst, en ställning han innehade till 1967. Därefter var han chef för partiets kontor för politik- och samhällsforskning.
Hastrup var starkt engagerad i bostadsfrågor och var styrelseledamot i Lyngby almennyttige Boligselskab (1954-1968), Boligselskabernes Landsforening och Boligfonden for enlige mødre (1966-1968). Också kulturfrågor intresserade honom och han stod bakom upprättandet av turnéteatern Dansk Folkescene 1953 och satt i det verkställande utskottet (1953-1968), från 1957 som ordförande. Teatern fusionerades 1963 med Arte och Andelsteatret och bildade Det Danske Teater, som han var ordförande för (1963-1968). Han har skrivit böckerna Det konservative Folkepartis politiske Oversigt (1946–1953), Studiekredsen og Aftenskolen (1947) och Skattereformen, kritisk belyst (1954).

## Politisk karriär
Hastrup var ledamot i Lyngby-Tårbæks kommunfullmäktige (1950-1954) och därefter ordförande för kommunens skatteutredning (1954-1962). I samband med att en borgerlig koalitionsregering bestående av Det Radikale Venstre, Det Konservative Folkeparti och Venstre bildades i februari 1968 utsågs Hastrup till bostadsminister och minister för löner och pensioner. Den senare var ett resultat av att Finansministeriet hade delats i två delar. Under Hastrups mandatperiod genomfördes en rad restaureringsarbeten av statliga egendomar som Koldinghus, Kronborg, Fredensborgs slott och Christian VII:s palats på Amalienborg. Det genomfördes också en ny bebyggelselagstiftning (da: By- og landzoneloven) 1970, i vilken en åtskillnad gjordes mellan stad och land, som delades upp i olika zoner. Detta skulle förhindra okontrollerad bebyggelse av landsbygden och koncentrera städernas bebyggelseareal. Också lagar om införande av boendedemokrati i hyresrättsegendomar och sanering av socialt utsatta bostadsområden genomfördes. På löne- och pensionsområdet genomfördes en omfattande realkreditsreform där den maximala längden på ett realkreditlån sänktes till 30 år, den fria tillgången till realkreditlån inskränktes väsentligt och antalet kreditinstitut reducerades kraftigt.
Efter att regeringen avgick i oktober 1971 blev Hastrup dansk delegat i FN:s generalförsamling och fortsatte som folketingsledamot till 1973. Han var även ledamot i Ligningsrådet (1971-1972), vilket motsvarade Skatteverket i Sverige. Som ett led i hans karriär som bostadsminister utsågs han till ordförande för Köpenhamnsområdets stadsplaneringsnämnd (1971-1972) och Køgebugtudvalget (1972-1975), där nya bostadsområden planerades. Han utsågs till administrerande direktör för Dansk Almennyttigt Boligselskab af 1942 A/S 1972 och var initiativtagare till bolagets fond för sociala bostadsrätter och socialt byggeri på landsorten. Han var vidare styrelseledamot av byggföretagen A/S Danalea och A/S jord og Beton.

## Utmärkelser
- Cavlingpriset,  1952[6]
- Kommendör av Dannebrogorden,  19 december 1969[7][8]

[Redigera Wikidata]